# Rhamphomyia longirostris
Rhamphomyia longirostris är en tvåvingeart som först beskrevs av Lindner 1972.  Rhamphomyia longirostris ingår i släktet Rhamphomyia och familjen dansflugor. Inga underarter finns listade i Catalogue of Life.